# Zygogynum comptonii
Zygogynum comptonii är en tvåhjärtbladig växtart som först beskrevs av E.G. Baker, och fick sitt nu gällande namn av W. Vink. Zygogynum comptonii ingår i släktet Zygogynum och familjen Winteraceae.

## Underarter
Arten delas in i följande underarter:
- Z. c. angustifolium
- Z. c. taracticum